# Heinrich Bargmann (Glockengießer)
Heinrich Bargmann (auch: Heinrich Bergmann und Heinrich von Barge; niederdeutsch möglicherweise auch Heinrich vam Barge; * um 1480; † um 1515) war ein in Verden tätiger Glocken- und Erzgießer katholischer Konfession.

## Leben
Heinrich Bargmann war zu Beginn des 16. Jahrhunderts Bürger der Stadt Hannover und dort als Erzgießer tätig. Laut  den Lohnregistern Hannovers war das Geschützgießen die Aufgabe der Apengeter, doch wurde Bargmann in diesen bis 1509 reichenden Aufzeichnungen nicht namentlich erwähnt. Im Jahr 1510 – in der Spangenberg'schen Chronik wohl fälschlich 1519 datiert – goss Bargmann „die große Glocke ‚Maria‘ im Dome zu Verden“ und höchstwahrscheinlich auch die kleinere, im selben Jahr geschaffene Glocke namens „Cäcilia“. Die beiden Klangkörper soll ihm der Domdechant Heino von Mandelsloh angeblich mit 1000 rheinischen Goldgulden entgolten haben. Die identische Schrift beider Glocken findet sich zudem auf der ebenfalls im Dom zu Verden niedergelegten, „außerordentlich schönen Bronce-Grabplatte des Bischofs von Hildesheim und Administrators von Verden Bertold, † 1502.“ Die 1864 im Archiv des Stadischen Geschichtsvereins abgebildete und beschriebene Grabplatte lässt in Bargmann „den kunstreichen Gießer auch dieses für die Kunstgeschichte Niedersachsens bedeutenden Denkmals“ vermuten. Diese Arbeit erklärt aupch den außergewöhnlich hohen Preis für die beiden erst später von Bargmann gegossenen Verdener Domglocken.

## Weitere Werke (sofern bekannt)
- „Für das Verdener Capitel“ goß Bargmann zum Preis von 62 Goldgulden insgesamt 31 Hakenbüchsen mit einem Gesamtgewicht von 7 Centnern und 34 Pfund.[3]